# Parafia św. Jana Chrzciciela w Warszawicach

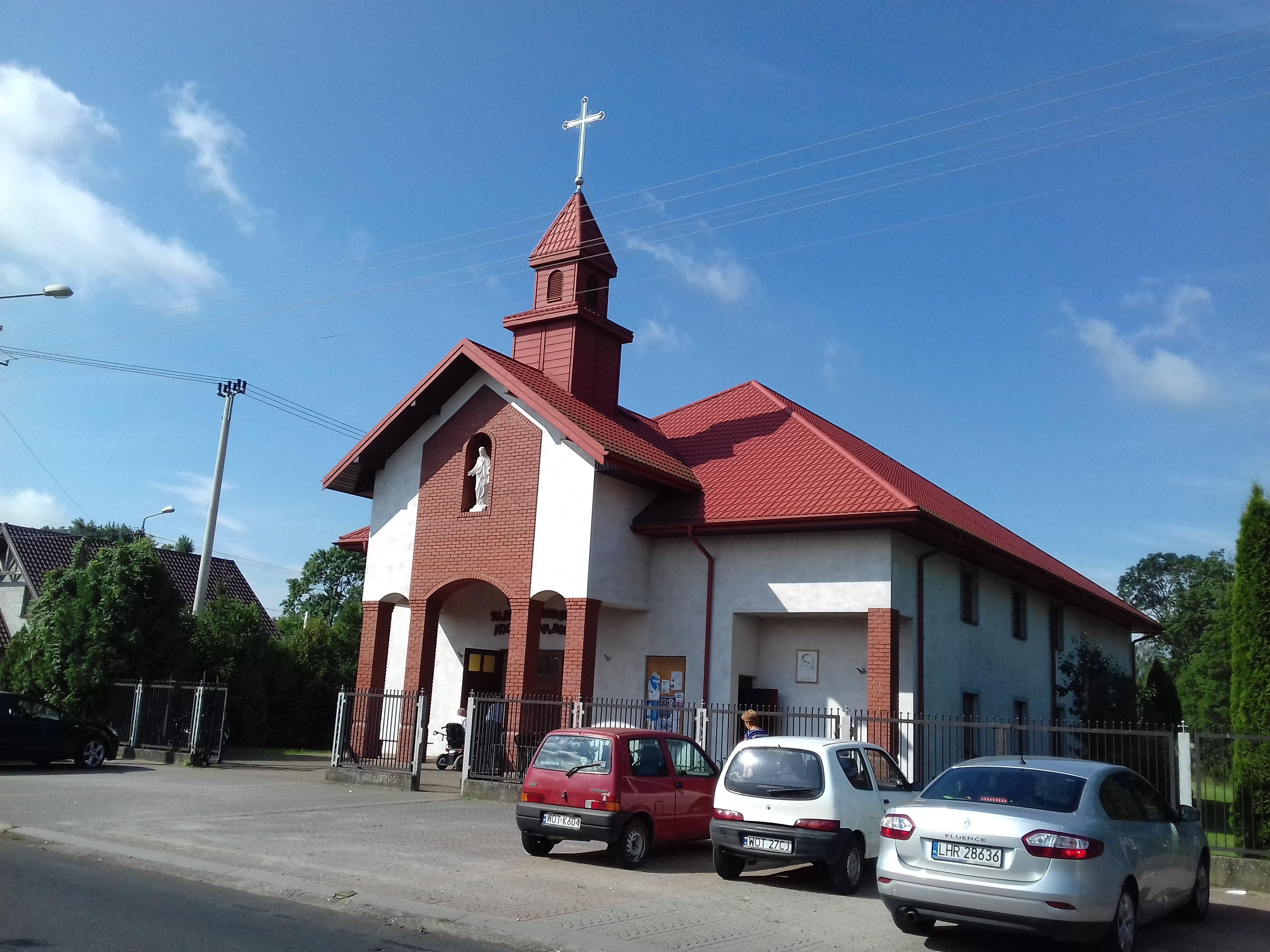
Kaplica MB Częstochowskiej w Sobiekursku

Parafia św. Jana Chrzciciela w Warszawicach – rzymskokatolicka parafia w dekanacie Osieck, diecezji siedleckiej.
Początkowo siedzibą parafii był Radwanków, gdzie już w 1419 istniał drewniany kościół. Po jego zniszczeniu wskutek wylewu Wisły w 1736 r. siedzibę parafii przeniesiono do Warszawic. Obecny drewniany kościół parafialny został wybudowany w stylu eklektycznym w roku 1736 i poświęcony w 1844.
Teren parafii obejmuje miejscowości Warszawice, Całowanie, Dziecinów, Łukówiec, Piotrowice, Radwanków Szlachecki, Sobiekursk, Sobienie Biskupie i Warszówka.
Parafia ma kaplicę MB Częstochowskiej w Sobiekursku.